# Juula (Rapla)
Juula – wieś w Estonii, w prowincji Rapla, w gminie Rapla.